# De Zaterdagavondshow met Marc-Marie & Beau
De Zaterdagavondshow met Marc-Marie & Beau was een Nederlands televisieprogramma van SBS6. Het programma werd gepresenteerd door Beau van Erven Dorens en Marc-Marie Huijbregts. Het programma is qua format vergelijkbaar met Mooi! weer De Leeuw, dat ook door E.V.A. Media geproduceerd werd. Gerard Joling zou de show oorspronkelijk samen met Beau van Erven Dorens gaan presenteren. Dit ging echter niet door omdat Joling overwerkt zou zijn. Er stonden in totaal acht afleveringen van de show gepland maar wegens tegenvallende kijkcijfers zijn er vier daarvan uitgezonden. De allereerste aflevering trok 905 duizend kijkers, de vierde en dus laatste 526 duizend.

## Trivia
- De Zaterdagavondshow werd eerder gepresenteerd door Sandra Reemer op RTL 4